# Тиф
Тиф (от др.-греч. τῦφος «дым; туман; помрачнение сознания») — собирательное название некоторых инфекционных заболеваний, сопровождающихся нарушениями сознания на фоне сильной лихорадки и интоксикации.
Наиболее известны сыпной тиф, брюшной тиф и возвратный тиф. До первой половины XIX века эти группы заболеваний считались одним. Брюшной тиф был выделен в отдельную группу в 1829 году, а возвратный тиф — в 1843 году.
Устаревшее название тифа — «гнилая горячка» и «нервная горячка».

## Сыпной тиф
Сыпной тиф — группа риккетсиозов (инфекционных заболеваний, вызываемых риккетсиями). Заражение сыпным тифом происходит главным образом при укусе насекомых-переносчиков. Наиболее известен эпидемический сыпной тиф, возбудитель которого — риккетсия Провачека (Rickettsia prowazekii), а переносчик — платяная вошь.

## Возвратный тиф
Возвратный тиф — собирательное название трансмиссивных спирохетозов (инфекционных заболеваний, вызываемых спирохетами). Возбудители возвратного тифа — спирохеты рода Borrelia. Заражение происходит при втирании гемолимфы платяной вши при расчёсах кожи.

## Брюшной тиф
Возбудитель брюшного тифа — бактерия Salmonella Typhi. В отличие от сыпного тифа и возвратного тифа, возбудитель передается не через насекомых; основной путь заражения — алиментарный, с продуктами питания.
На брюшной тиф похожи паратифы, возбудители которых — другие сальмонеллы.